# Freizeitzentrum Kemnade
Das Freizeitzentrum Kemnade ist ein Naherholungsgebiet in Witten. Im Zentrum des Freizeitzentrums steht der Kemnader See, der von Wander- und Radwegen umschlossen ist. 

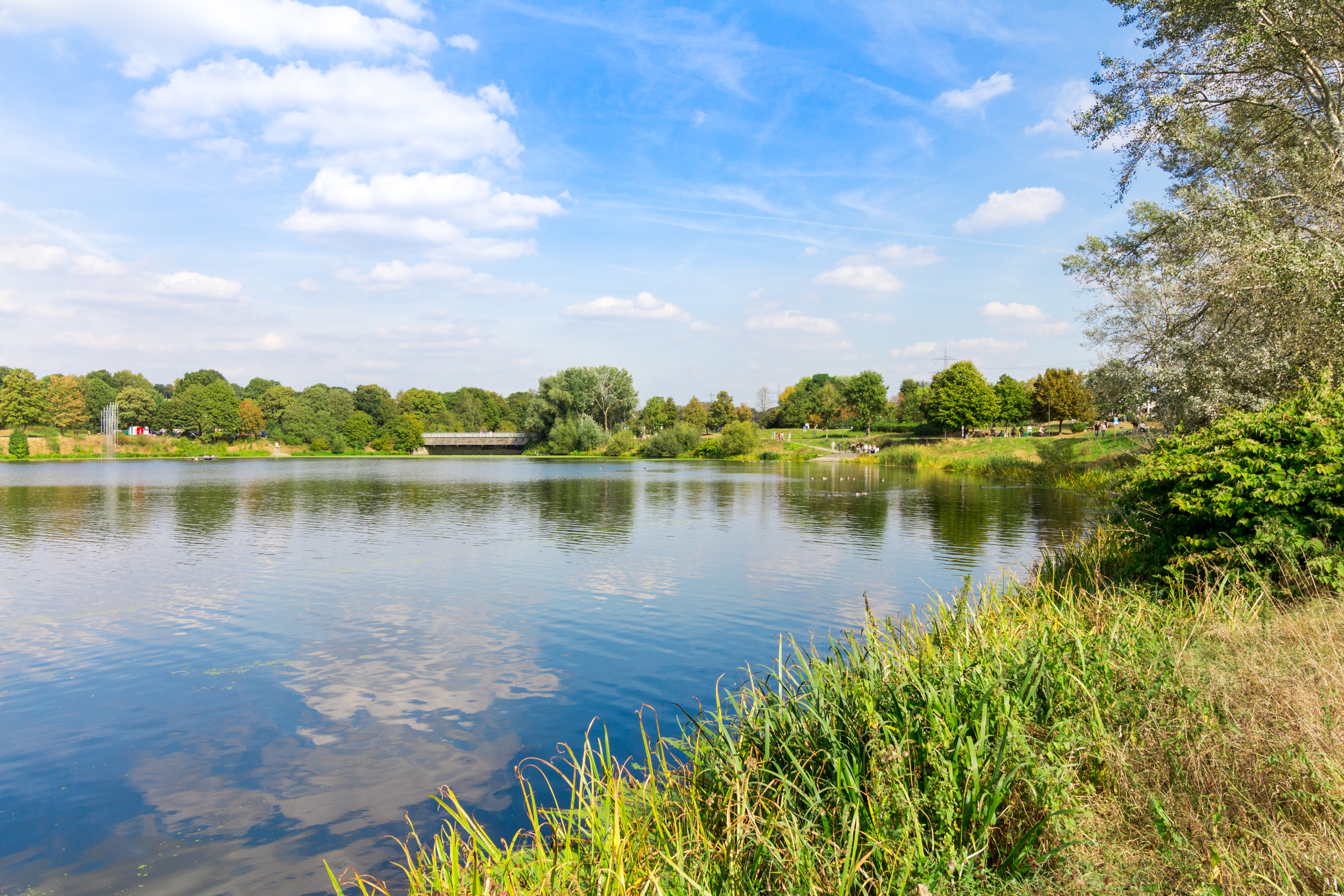
Seeseite Heveney

## Geschichte
Die beabsichtigte Schiffbarmachung der Ruhr führte schon im Jahr 1913 zu dem Plan, im Bereich des jetzigen Kemnader Sees einen See zu errichten, der nicht nur als Wasserreservoir für die wachsende Bevölkerung dienen sollte, sondern auch als Erholungsstätte. 
Das Freizeitzentrum Kemnade wurde durch den Gesellschaftsvertrag vom 28. Juni 1971 gegründet, den die Vertreter der Städte Bochum, Witten, Herbede (jetzt Ennepe-Ruhr-Kreis), des Ruhrverbandes und des Siedlungsverbandes Ruhrkohlenbezirk (jetzt Regionalverband Ruhr) unterzeichneten.
Der Standort des Sees ist so gewählt worden, dass bei einem Fahrweg von 15 bis 18 Kilometern ca. 1,2 Millionen Einwohner, bei einer 30-minütigen Fahrstrecke sogar 3,5 Millionen Einwohner erreicht werden.
Seit Januar 2017 gehört das Freizeitzentrum Kemnade der neuen Freizeitgesellschaft Metropole Ruhr mbH an, in der vier Freizeitbäder des Ruhrgebiets, sowie die drei Revierparks und das Freizeitzentrum Kemnade vereint werden.

## Freizeitangebote
Das Freizeitzentrum Kemnade verfügt über eine Wassersportschule im Hafen Heveney und eine Surfschule im Hafen Oveney. Außerdem gibt es zwei Bootsverleihe in Heveney und Oveney. Eine weitere Verleihstation gibt es in Oveney, wo Fahrräder, Kindersitze, E-Bikes, Inlineskates und Fahrradanhänger ausgeliehen werden können.
Weiterhin gibt es eine Minigolfanlage, diverse Spielplätze, verschiedene Gastronomieangebote und die Vermietung von Grillhütten für bis zu 40 Personen. 
Mit den Schiffen MS Schwalbe II und MS Kemnade werden verschiedene Rundfahrten auf dem Kemnader See angeboten.
Das Freizeitbad Heveney ist Teil des Freizeitzentrums Kemnade mit einem 700 m² großen Erlebnisbad. Hier gibt es Kursangebote, wie Schnuppertauchen, Schwimm- und Fitnesskurse. Im Badinnenbereich befinden sich außerdem ein Kinderbecken mit einer Kinderrutsche, ein Whirlpool und Gastronomie. Ein weiterer Teil des Freizeitbades Heveney ist die Saunalandschaft. Im Saunabereich befinden sich die Kelosauna, Stollensauna, Erdsauna, Finnische Saunen und diverse Aufguss-Saunen. Des Weiteren findet man eine Dampfgrotte, ein Velobad und ein Dampfbad. Ebenso gibt es Massageräume. Im Außenbereich befinden sich ein 104 m² großes Solebecken und ein Whirlpool. Es gibt zahlreiche Wasserattraktionen wie Sprudelliegen, Massagedüsen, Wasserspeier und eine Rutsche.